# Cinquera
Cinquera é um município do departamento de Cabañas, em El Salvador. Sua população estimada em 2013 era de 758 habitantes.